# سیارک ۱۰۲۶۳
سیارک ۱۰۲۶۳ (به انگلیسی: 10263 Vadimsimona، نامگذاری:1976SE5) ده هزار و دویست و شصت و سومین سیارک کشف شده‌است که در ۲۴ سپتامبر ۱۹۷۶ کشف شد.
قدر مطلق سیارک برابر ۳۰٫۹ است.